# Villiersdorp
Villiersdorp város a Dél-afrikai Köztársaságban, Western Cape tartományban, az Overberg régióban. A város lakossága mintegy 10 000 fő. Földrajzi elhelyezkedésétől eltérő módon a település környékén nem a környéken megszokott búza- és repcetermesztés folyik, hanem a mezőgazdasági termelés összetétele inkább hasonlít az Elgin-völgy és Grabouw városéhoz. Főleg szőlőtermelés és bogyós gyümölcsűek, valamint más gyümölcsfajták termesztése folyik. A Theewaterskloof-gát megépítése óta tolódtak el a környéken a mezőgazdasági termelés arányai. A gát egyébként az ország hetedik legnagyobb ilyen jellegű létesítménye és egyben Western Cape tartományban a legnagyobb. A Villiersdorpban működő Co-Op vállalat egyedül itt szárít datolyaszilvát. Három nagy csomagolóüzem működik a városban: a Betko, az Arbeidsvreugd és az Ideafruit, valamint a Co-Op is szállít az itt termett gyümölcsökből az ország minden szegletébe. A város Pieter de Villiers helyi farmer után kapta a nevét, aki 1843-ban alapította meg a települést.

## Fordítás
Ez a szócikk részben vagy egészben  a   Villiersdorp című angol Wikipédia-szócikk ezen változatának fordításán alapul.  Az eredeti cikk szerkesztőit annak laptörténete sorolja fel. Ez a jelzés csupán a megfogalmazás eredetét és a szerzői jogokat jelzi, nem szolgál a cikkben szereplő információk forrásmegjelöléseként.